# Теорема Біркгофа (теорія відносності)

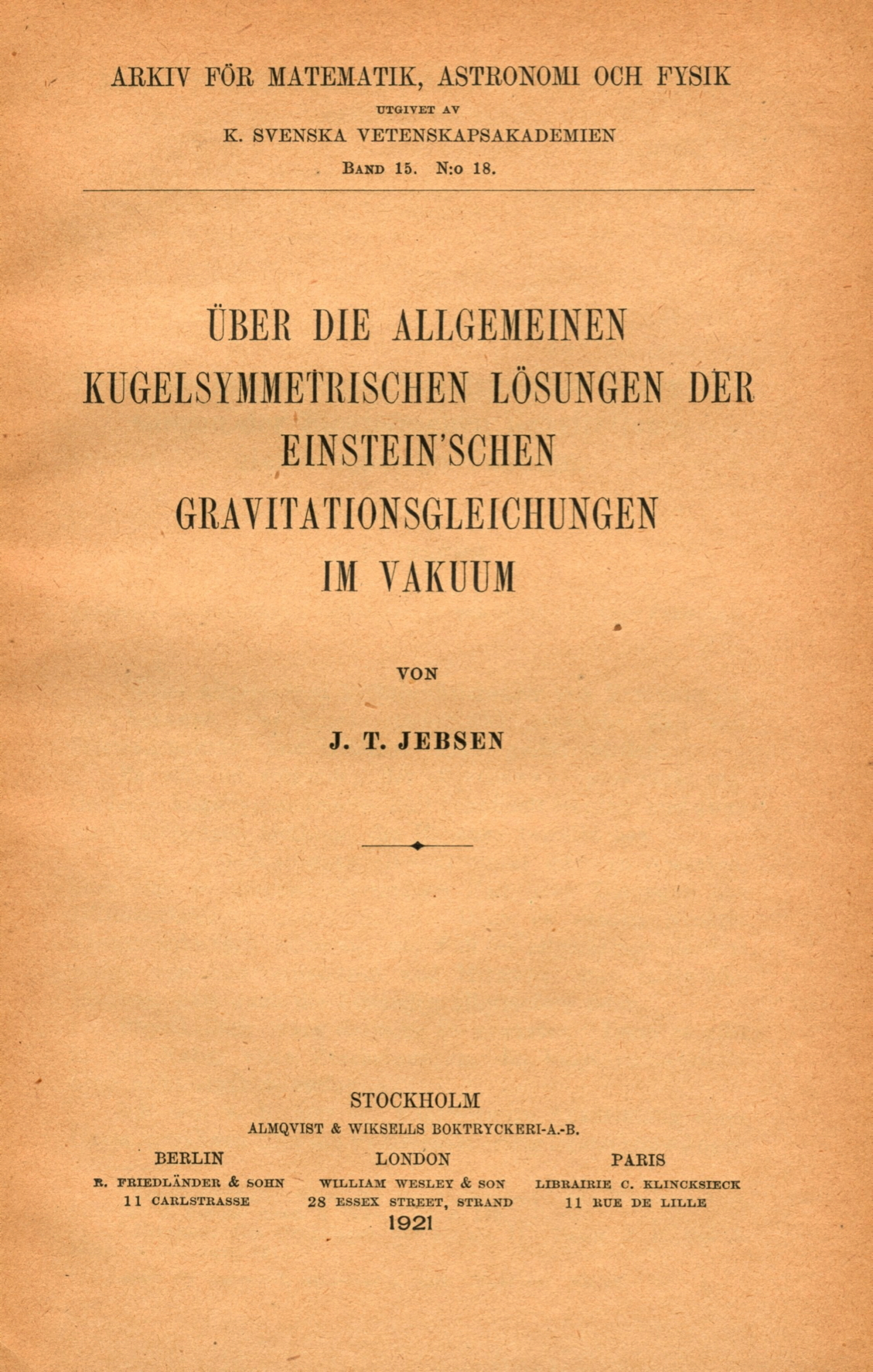
Головна сторінка Arkiv för Matematik, Astronomi och Physik, де була опублікована робота Єбсена

Теорема Біркгофа — теорема в загальній теорії відносності, яка стверджує, що будь-який сферично-симетричний розв'язок рівняння Ейнштейна має бути статичним і асимптотично плоским. Це означає, що зовнішній розв'язок (тобто простір-час за межами сферичного, необертового, гравітуючого тіла) має задаватись метрикою Шварцшильда. Теорема, обернена до теореми Біркгофа, також є вірною і називається теоремою Ізраеля. В ньютонівській гравітації обернена теонема невірна.
Теорему було доведено в 1923 році Джорджем Девідом Біркгофом (автором іншої відомої теореми Біркгофа, поточкової ергодичної теореми, яка лежить в основі ергодичної теорії). Деякі дослідники вказують, що двома роками раніше теорему опублікував маловідомий норвезький фізик Йорг Тофте Єбсен.

## Інтуїтивне обґрунтування
Інтуїтивна ідея теореми Біркгофа полягає в тому, що сферично симетричне гравітаційне поле має створюватися деяким масивним об'єктом у початку координат. Якби була інша концентрація маси-енергії десь в іншому місці, це порушило б сферичну симетрію, тому ми можемо очікувати, що розв'язок представлятиме ізольований об'єкт. Тобто поле має зникати на великих відстанях, що ми частково маємо на увазі, кажучи, що розв'язок є асимптотично плоским.

## Наслідки
Висновок про те, що зовнішнє поле також має бути стаціонарним, більш дивний і має цікавий наслідок. Припустимо, ми маємо сферично симетричну зорю фіксованої маси, яка виконує сферичні пульсації. Тоді теорема Біркгофа говорить, що зовнішня геометрія повинна бути геометрією Шварцшильда. Єдиним ефектом пульсації є зміна розташування поверхні зорі. Це означає, що сферично пульсуюча зоря не може випромінювати гравітаційні хвилі.

## Узагальнення
Теорему Біркгофа можна узагальнити: будь-який сферично симетричний і асимптотично плоский розв'язок рівнянь поля Ейнштейна/Максвелла без {\displaystyle \Lambda }, має бути статичним, тому зовнішня геометрія сферично-симетричної зарядженої зорі має бути задана метрикою Райснера–Нордстрема. Зверніть увагу, що в теорії Ейнштейна-Максвелла існують сферично симетричні, але не асимптотично плоскі розв'язки, такі як Всесвіт Бертотті-Робінсона.